# コケ植物
コケ植物（コケしょくぶつ、英: bryophyte）とは、維管束を持たず、胞子散布を行う、単相（n）で有性の配偶体世代が優先する陸上植物の一群である。コケ類（コケるい）や蘚苔類（せんたいるい）、蘚苔植物（せんたいしょくぶつ）などともいう。日本では1665種程度、世界中でおよそ2万種ほどが記録されている。植物体（配偶体の本体）は、その形態により、葉と茎の区別がはっきりとした茎葉体および、区別が曖昧な葉状体に分けられる。
コケ植物は蘚類・苔類・ツノゴケ類の3群に大別される。初期の形態形質や化学成分を利用した古典的研究では単系統群であると考えられており、コケ植物門と門の階級に置かれた。その後分岐学的解析が進み、分岐順は諸説あったものの、維管束植物 Tracheophyta（または多胞子嚢植物 Polysporangiomorpha）の側系統群と考えられることが一般的になったため、3群が独立した門に置かれることが多くなった。初期の分子系統解析においてもその結果が支持されてきたが、陸上植物は分類群ごとにGCの割合が偏っていることが分かっており、間違った推定がなされていたと考えられている。データセットを増やした解析では、3群が再び単系統群としてまとまり、残りの現生陸上植物（維管束植物）と姉妹群をなすことが明らかになった。そのため、再びコケ植物をコケ植物門として扱う考えも提唱されている。
なお、「コケ」という日本語は元来、花を咲かさない小さな植物の総称であり、地衣類や藻類、藍藻類など（葉状植物 thallophyte）、時にはシダ植物や被子植物に対しても用いられる。文化的側面については苔を参照。

## 生活環
陸上植物は単相世代（多細胞配偶体）と複相世代（多細胞胞子体）の世代交代を行う、単複相世代交代型（haplodiplontic）の生活環を持っている。コケ植物の場合、核相は単相（n）の配偶体が優占し、複相（2n）の胞子体はこれに半寄生する。

### 配偶体世代

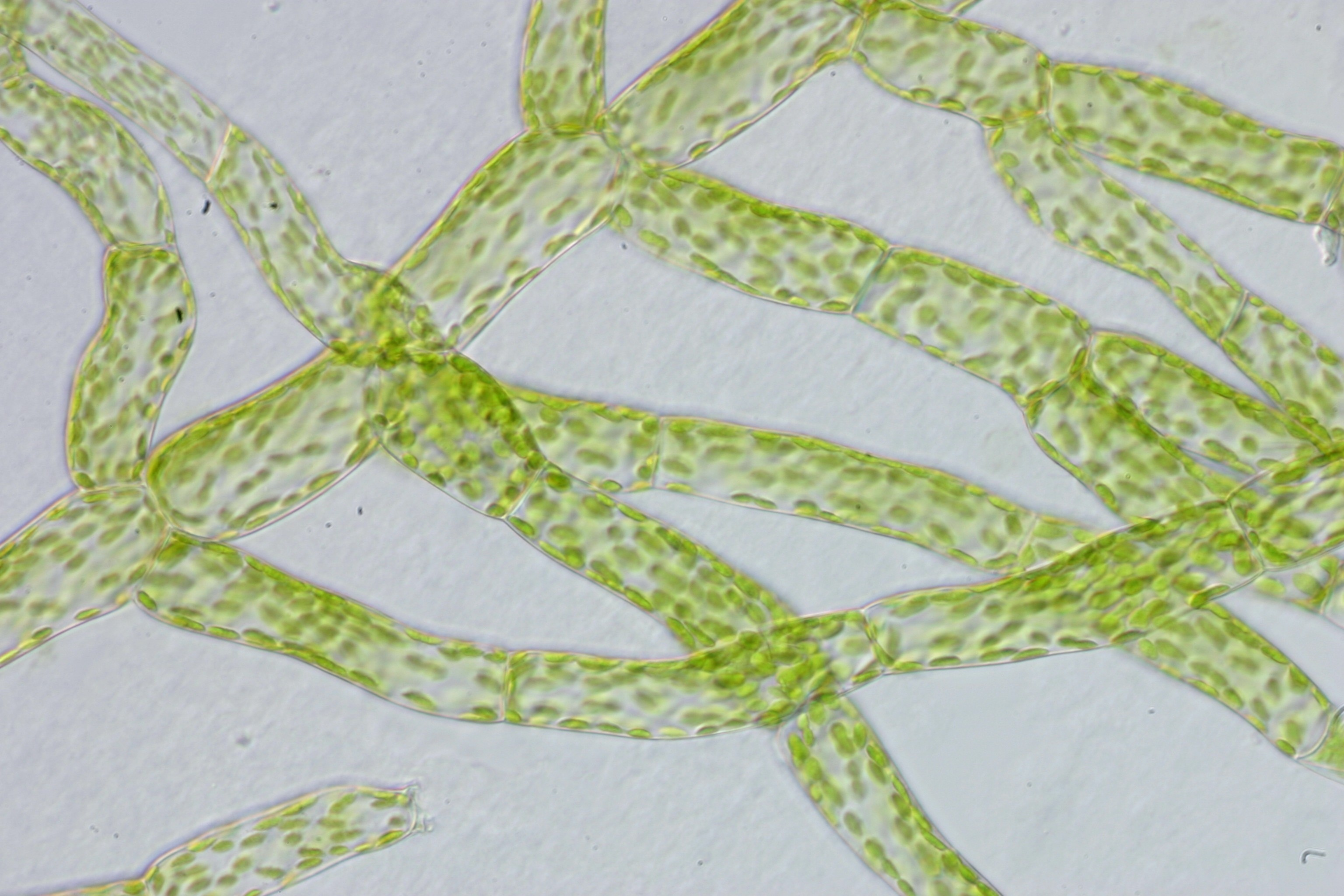
ヒメツリガネゴケ の原糸体。

コケ植物の配偶体は胞子が発芽してできた原糸体と、それが分化してできた配偶体の本体からなる。配偶体の本体は、種によって茎と葉の分化が明瞭な茎葉体（けいようたい、phyllid gametophore）もしくは明瞭でない葉状体（ようじょうたい、thalloid gametophore）の場合がある。茎葉体は全ての蘚類と苔類の一部がもち、葉状体は残りの苔類と全てのツノゴケ類が持っている。原糸体・茎葉体・葉状体いずれの体制であっても、維管束は分化しないが、蘚類の茎葉体にはハイドロームやレプトームと呼ばれる通導組織が分化することもある。
まず複相（2n）の胞子体から胞子が放出されて発芽し、原糸体（げんしたい、protonema）と呼ばれる配偶体（n）を形成する。蘚類の原糸体は、はじめ糸状の葉緑体をもつクロロネマ（chrolonema, feeding filament）になり、クロロネマはカウロネマ（caulonema, foraging filament）に分化する。カウロネマは分枝して、配偶体の本体（gametophore、茎葉体または葉状体）を分化する。蘚類の一部は、永存性の原糸体を持つものがある。苔類やツノゴケ類では、蘚類よりも発達が悪く、多くは細胞の塊となり、糸状のものでも枝分かれがほとんど見られない。葉状性の苔類の原糸体ははじめ2–7細胞の短い糸状で、その上に数から数十細胞の発芽板を生じ、その上に分化した頂端細胞から葉状体ができる。茎葉性の苔類では、まず糸状か塊状の原糸体ができ、細胞上に分化した頂端細胞から茎葉体ができる。
配偶体がある程度成長すると、その上に造卵器と造精器が形成され、それぞれ卵細胞と精子をつくる。雨などによって水に触れた時に、精子が泳ぎだし、造卵器の中で卵細胞と受精し受精卵（接合子）がつくられる。受精卵はその場で発生を始め、配偶体に栄養を依存する半寄生生活の状態で発達し、胞子体を形成する。
コケ植物の雌雄性は複雑であり、雌雄異株（しゆういしゅ、dioicous）のものと雌雄同株（しゆうどうしゅ、monoicous）のものとがみられる。雄植物と雌植物がはっきり分かれている雌雄異株では、1個体に造卵器だけを付ける雌と1個体に造精器を付ける雄が区別される。雌雄異株では普通雌雄のサイズはほぼ等大か、雌植物がやや大きい程度であるが、一部の種では雄個体の方が明らかに小形となる。蘚類のフクラゴケ Eumyurium sinicum などでは雌植物の上に矮雄が着生する。雌雄同株では、造卵器と造精器が同一個体上にできるが、その位置により複数の型が区別される。雌雄同苞の雌雄同株（synoicous）では、造卵器と造精器が同一苞葉中に混生し、蘚類の多くの種に見られる。異苞の雌雄同株（autoicous）では、1個体上の別々の苞葉にそれぞれ造精器と造卵器のみが包まれ、蘚類と苔類の多くの種に見られる。雌雄列立同株（しゆうれつりついしゅ、paroicous）では、造卵器と造精器が近接するが、造精器が雌苞葉のすぐ下にできて混じらない。苔類の多くの科と蘚類のスギゴケ科などの一部に見られる。
繁殖は、胞子によるもののほか、無性生殖として植物体の匍匐枝や脱落した葉より不定芽を出しての増殖を行う。無性生殖のために分化した器官である無性芽を作るものも知られて、蘚類や苔類で多くの型がある。ゼニゴケ類では、葉状体上に杯状体（はいじょうたい、cupule）と呼ばれる無性芽器を形成する。

### 胞子体世代

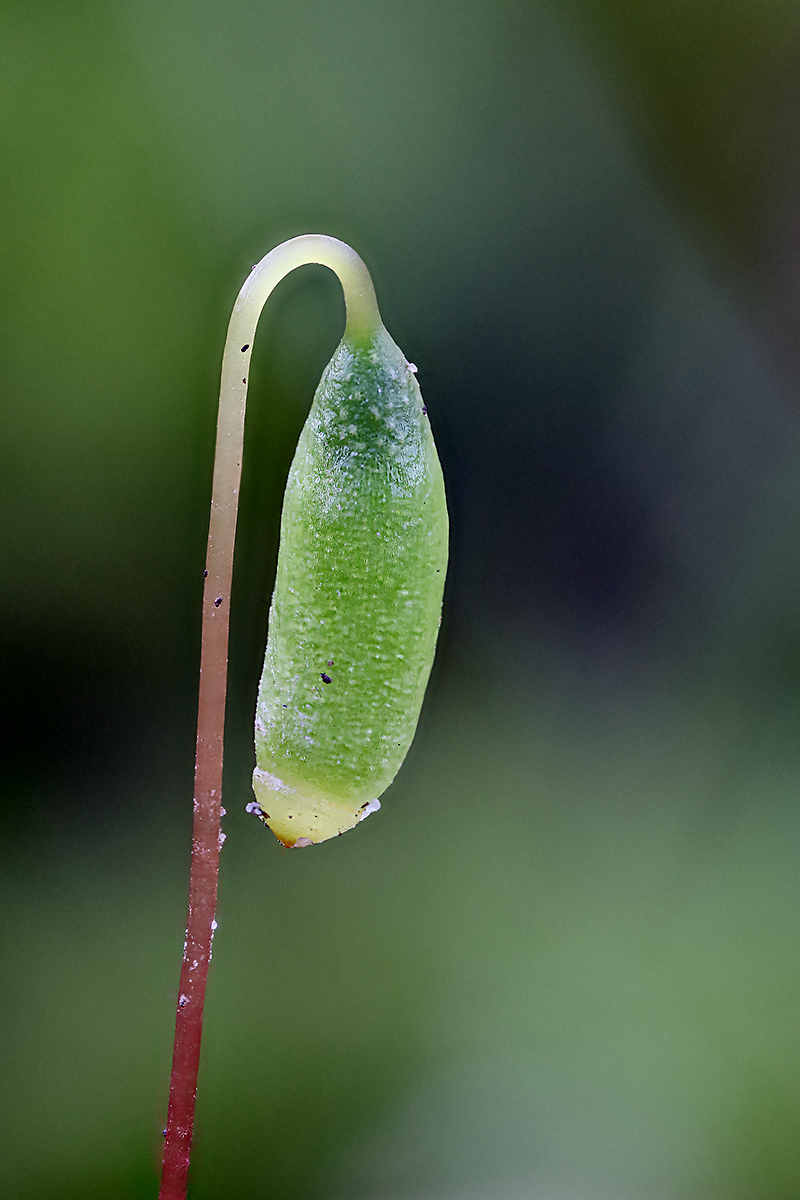
蘚類の蒴。

胞子体は配偶体の2倍の遺伝子セットを持っているが、配偶体とは大きく形が異なっている。コケ植物の胞子体は分枝せず、先端に単一の胞子嚢（sporangium）を形成するとそれで成長を終了する。特にコケ植物の胞子嚢は蒴（さく、capsule）と呼ばれる。蒴の内部では減数分裂が行われ、単相の胞子が形成される。
ヒメツリガネゴケの胞子体ではクラス2 KNOX遺伝子が機能しており、これをノックアウトすると胞子体の発生が抑制され、配偶体になる。また、重複してできていた遺伝子のもう一方のクラス2 KNOX遺伝子は胞子体分裂組織の形成と維持に関与し、体制形成を調節している。

## 系統関係
Puttick et al. (2018) による分子系統解析の結果、遺伝子ごとに系統推定を行いその結果を統合するコアレセント法および、全ての遺伝子の配列を繋げて解析を行うコンカテネイト法による様々な系統樹で、次のトポロジーを示すことが分かった。

| 有柄胞子体植物 | \| \| 蘚類 Musci \| \| \| \| \| \| 苔類 Hepaticae \| \| \| \| |
| Setaphyta      | \| \| 蘚類 Musci \| \| \| \| \| \| 苔類 Hepaticae \| \| \| \| |
|                | ツノゴケ類 Anthocerotae                                       |
|                |                                                               |
|                | 蘚類 Musci                                                    |
|                |                                                               |
|                | 苔類 Hepaticae                                                |
|                |                                                               |

|  | 蘚類 Musci     |
|  |                |
|  | 苔類 Hepaticae |
|  |                |

| 有柄胞子体植物 | \| \| 蘚類 Musci \| \| \| \| \| \| 苔類 Hepaticae \| \| \| \| |
| Setaphyta      | \| \| 蘚類 Musci \| \| \| \| \| \| 苔類 Hepaticae \| \| \| \| |
|                | ツノゴケ類 Anthocerotae                                       |
|                |                                                               |
|                | 蘚類 Musci                                                    |
|                |                                                               |
|                | 苔類 Hepaticae                                                |
|                |                                                               |

|  | 蘚類 Musci     |
|  |                |
|  | 苔類 Hepaticae |
|  |                |

なお、これ以前にも Nishiyama et al. (2004) の葉緑体ゲノムを用いた系統解析や、Cox et al. (2014) の葉緑体の蛋白質をコードする遺伝子の翻訳産物を用いた系統解析でも同様の結果が得られていた。また、その後の Sousa et al. (2018)、Li et al. (2020)、Harris et al. (2020) や Su et al. (2021) などの研究でもこれが正しいことが追認されている。

### 以前の系統推定
これまでには、コケ植物が側系統となる様々なトポロジーの系統樹が提唱されてきた。そのうち、2012年から2017年頃までは Chang & Graham (2011) による苔類が最基部で分岐して残りの群と姉妹群をなし、その中でもツノゴケ類と維管束植物が姉妹群をなして冠群を構成するとする考えが最もよく受け入れられてきた。
|  | 蘚類 Musci                                                                          |
|  |                                                                                     |
|  | \| \| ツノゴケ類 Anthocerotae \| \| \| \| \| \| 維管束植物 Tracheophyta \| \| \| \| |
|  |                                                                                     |
|  | ツノゴケ類 Anthocerotae                                                             |
|  |                                                                                     |
|  | 維管束植物 Tracheophyta                                                             |
|  |                                                                                     |

|  | ツノゴケ類 Anthocerotae |
|  |                         |
|  | 維管束植物 Tracheophyta |
|  |                         |

|  | 蘚類 Musci                                                                          |
|  |                                                                                     |
|  | \| \| ツノゴケ類 Anthocerotae \| \| \| \| \| \| 維管束植物 Tracheophyta \| \| \| \| |
|  |                                                                                     |
|  | ツノゴケ類 Anthocerotae                                                             |
|  |                                                                                     |
|  | 維管束植物 Tracheophyta                                                             |
|  |                                                                                     |

|  | ツノゴケ類 Anthocerotae |
|  |                         |
|  | 維管束植物 Tracheophyta |
|  |                         |

|  | 蘚類 Musci                                                                          |
|  |                                                                                     |
|  | \| \| ツノゴケ類 Anthocerotae \| \| \| \| \| \| 維管束植物 Tracheophyta \| \| \| \| |
|  |                                                                                     |
|  | ツノゴケ類 Anthocerotae                                                             |
|  |                                                                                     |
|  | 維管束植物 Tracheophyta                                                             |
|  |                                                                                     |

|  | ツノゴケ類 Anthocerotae |
|  |                         |
|  | 維管束植物 Tracheophyta |
|  |                         |

|  | 蘚類 Musci                                                                          |
|  |                                                                                     |
|  | \| \| ツノゴケ類 Anthocerotae \| \| \| \| \| \| 維管束植物 Tracheophyta \| \| \| \| |
|  |                                                                                     |
|  | ツノゴケ類 Anthocerotae                                                             |
|  |                                                                                     |
|  | 維管束植物 Tracheophyta                                                             |
|  |                                                                                     |

|  | ツノゴケ類 Anthocerotae |
|  |                         |
|  | 維管束植物 Tracheophyta |
|  |                         |

|  | ツノゴケ類 Anthocerotae                                                |
|  |                                                                        |
|  | \| \| 蘚類 Musci \| \| \| \| \| \| 維管束植物 Tracheophyta \| \| \| \| |
|  |                                                                        |
|  | 蘚類 Musci                                                             |
|  |                                                                        |
|  | 維管束植物 Tracheophyta                                                |
|  |                                                                        |

|  | 蘚類 Musci              |
|  |                         |
|  | 維管束植物 Tracheophyta |
|  |                         |

|  | ツノゴケ類 Anthocerotae                                                |
|  |                                                                        |
|  | \| \| 蘚類 Musci \| \| \| \| \| \| 維管束植物 Tracheophyta \| \| \| \| |
|  |                                                                        |
|  | 蘚類 Musci                                                             |
|  |                                                                        |
|  | 維管束植物 Tracheophyta                                                |
|  |                                                                        |

|  | 蘚類 Musci              |
|  |                         |
|  | 維管束植物 Tracheophyta |
|  |                         |

|  | ツノゴケ類 Anthocerotae                                                |
|  |                                                                        |
|  | \| \| 蘚類 Musci \| \| \| \| \| \| 維管束植物 Tracheophyta \| \| \| \| |
|  |                                                                        |
|  | 蘚類 Musci                                                             |
|  |                                                                        |
|  | 維管束植物 Tracheophyta                                                |
|  |                                                                        |

|  | 蘚類 Musci              |
|  |                         |
|  | 維管束植物 Tracheophyta |
|  |                         |

|  | ツノゴケ類 Anthocerotae                                                |
|  |                                                                        |
|  | \| \| 蘚類 Musci \| \| \| \| \| \| 維管束植物 Tracheophyta \| \| \| \| |
|  |                                                                        |
|  | 蘚類 Musci                                                             |
|  |                                                                        |
|  | 維管束植物 Tracheophyta                                                |
|  |                                                                        |

|  | 蘚類 Musci              |
|  |                         |
|  | 維管束植物 Tracheophyta |
|  |                         |

|  | \| \| ツノゴケ類 Anthocerotae \| \| \| \| \| \| 蘚類 Musci \| \| \| \| |
|  |                                                                        |
|  | 維管束植物 Tracheophyta                                                |
|  |                                                                        |
|  | ツノゴケ類 Anthocerotae                                                |
|  |                                                                        |
|  | 蘚類 Musci                                                             |
|  |                                                                        |

|  | ツノゴケ類 Anthocerotae |
|  |                         |
|  | 蘚類 Musci              |
|  |                         |

|  | \| \| ツノゴケ類 Anthocerotae \| \| \| \| \| \| 蘚類 Musci \| \| \| \| |
|  |                                                                        |
|  | 維管束植物 Tracheophyta                                                |
|  |                                                                        |
|  | ツノゴケ類 Anthocerotae                                                |
|  |                                                                        |
|  | 蘚類 Musci                                                             |
|  |                                                                        |

|  | ツノゴケ類 Anthocerotae |
|  |                         |
|  | 蘚類 Musci              |
|  |                         |

|  | \| \| ツノゴケ類 Anthocerotae \| \| \| \| \| \| 蘚類 Musci \| \| \| \| |
|  |                                                                        |
|  | 維管束植物 Tracheophyta                                                |
|  |                                                                        |
|  | ツノゴケ類 Anthocerotae                                                |
|  |                                                                        |
|  | 蘚類 Musci                                                             |
|  |                                                                        |

|  | ツノゴケ類 Anthocerotae |
|  |                         |
|  | 蘚類 Musci              |
|  |                         |

|  | \| \| ツノゴケ類 Anthocerotae \| \| \| \| \| \| 蘚類 Musci \| \| \| \| |
|  |                                                                        |
|  | 維管束植物 Tracheophyta                                                |
|  |                                                                        |
|  | ツノゴケ類 Anthocerotae                                                |
|  |                                                                        |
|  | 蘚類 Musci                                                             |
|  |                                                                        |

|  | ツノゴケ類 Anthocerotae |
|  |                         |
|  | 蘚類 Musci              |
|  |                         |

|  | \| \| 苔類 Hepaticae \| \| \| \| \| \| 蘚類 Musci \| \| \| \| |
|  |                                                               |
|  | 維管束植物 Tracheophyta                                       |
|  |                                                               |
|  | 苔類 Hepaticae                                                |
|  |                                                               |
|  | 蘚類 Musci                                                    |
|  |                                                               |

|  | 苔類 Hepaticae |
|  |                |
|  | 蘚類 Musci     |
|  |                |

|  | \| \| 苔類 Hepaticae \| \| \| \| \| \| 蘚類 Musci \| \| \| \| |
|  |                                                               |
|  | 維管束植物 Tracheophyta                                       |
|  |                                                               |
|  | 苔類 Hepaticae                                                |
|  |                                                               |
|  | 蘚類 Musci                                                    |
|  |                                                               |

|  | 苔類 Hepaticae |
|  |                |
|  | 蘚類 Musci     |
|  |                |

|  | \| \| 苔類 Hepaticae \| \| \| \| \| \| 蘚類 Musci \| \| \| \| |
|  |                                                               |
|  | 維管束植物 Tracheophyta                                       |
|  |                                                               |
|  | 苔類 Hepaticae                                                |
|  |                                                               |
|  | 蘚類 Musci                                                    |
|  |                                                               |

|  | 苔類 Hepaticae |
|  |                |
|  | 蘚類 Musci     |
|  |                |

|  | \| \| 苔類 Hepaticae \| \| \| \| \| \| 蘚類 Musci \| \| \| \| |
|  |                                                               |
|  | 維管束植物 Tracheophyta                                       |
|  |                                                               |
|  | 苔類 Hepaticae                                                |
|  |                                                               |
|  | 蘚類 Musci                                                    |
|  |                                                               |

|  | 苔類 Hepaticae |
|  |                |
|  | 蘚類 Musci     |
|  |                |

## 分類史
かつて、リンネの24綱分類ではシダやキノコ、海藻などとともに「隠花植物綱 Cryptogamia」に含められた。その後のアイヒラーの分類体系 (1883) においても、現在の種子植物を表す顕花植物に対置された隠花植物に、菌類と藻類からなる葉状植物 Thallophytaおよびシダ植物 Pteridophyta とともに含められた。アイヒラーの分類体系では、コケ植物は苔類 Hepaticae と蘚類 Musci の2綱が区別された。ギルバート・モーガン・スミスは1938年、隠花植物についての教科書を出版し、そこで用いられた分類体系は Smith system として知られている。この少し前からツノゴケ類が苔類と区別されるようになり、スミスの分類体系 (1955) や Proskauer (1957) では、コケ植物門 division Bryophyta は苔綱 Hepaticae、ツノゴケ綱 Anthocerotae、蘚綱 Musci の3つの綱に分けられた。今日でもコケ植物はその3系統に分けられている。
なお、コケ植物の造卵器はシダ植物の造卵器とよく似ているため、アドルフ・エングラーの植物分類体系などでは合わせて造卵器植物 Archegoniatae に含められた。
植物の学名は国際藻類・菌類・植物命名規約 (ICN, 2018) に基づいて規制されている。ICNでは学名の正式発表の日付についてその出発点を定めているが、コケ植物では分類群によって出発点となる日付が異なる。ミズゴケ科を除く蘚類については、Hedwig (1801) Species muscorum frondosorum に基づき、1801年1月1日をその出発点と定めている。また、ミズゴケ科、およびツノゴケ類を含む苔類については Linnaeus (1753) Species plantarum ed. 1 に基づき、1753年5月1日を出発点として定められている。ただし、属よりも上位の階級の分類群については、Jussieu (1789) Genera plantarum に基づき、1789年8月4日がその出発点とされる。また、化石植物に関しては他の植物と同様に1820年12月31日が出発点とされる。なお、は Sternberg の Flora der Vorwelt, Versuch 1: 1–24, t. 1–13. に基づいており、Schlotheim (1820) Petrefactenkunde はそれ以前に発表されたとみなされる。

## 下位分類
近年の分類体系では、コケ植物が側系統であると考えられていたことを反映し、コケ植物に含まれる蘚類、苔類、ツノゴケ類のそれぞれを門の階級に置く分類が用いられてきた。例えば、Kenrick & Crane (1997)、Goffinet & Shaw (2008)、樋口 (2012)、海老原, 嶋村 & 田村 (2012)、Glime (2017) などが挙げられる。
Bryophyta Schimp. (1879) という学名がコケ植物全体に対しても、蘚類に対しても用いられてきたため、階級語尾を付した学名は扱いづらい。そのため、 Brent Mishler (2010) などは階級語尾を持たない伝統的な学名を好み、蘚類には Musci、苔類には Hepaticae、そしてツノゴケ類には Anthocerotae を用いた。

### コケ植物門
Sousa et al. (2018) では、コケ植物の単系統性が明らかになった今、蘚類、苔類、ツノゴケ類を以前のように綱に降格すべきであると論じた。この場合、コケ植物の内部系統とその階級は以下のようになる。
- コケ植物門 division Bryophyta Schimp. (1879)
  - ツノゴケ綱 class Anthocerotopsida
  - 苔綱 class Marchantiopsida
  - 蘚綱 class Bryopsida

### 3群を門とする場合

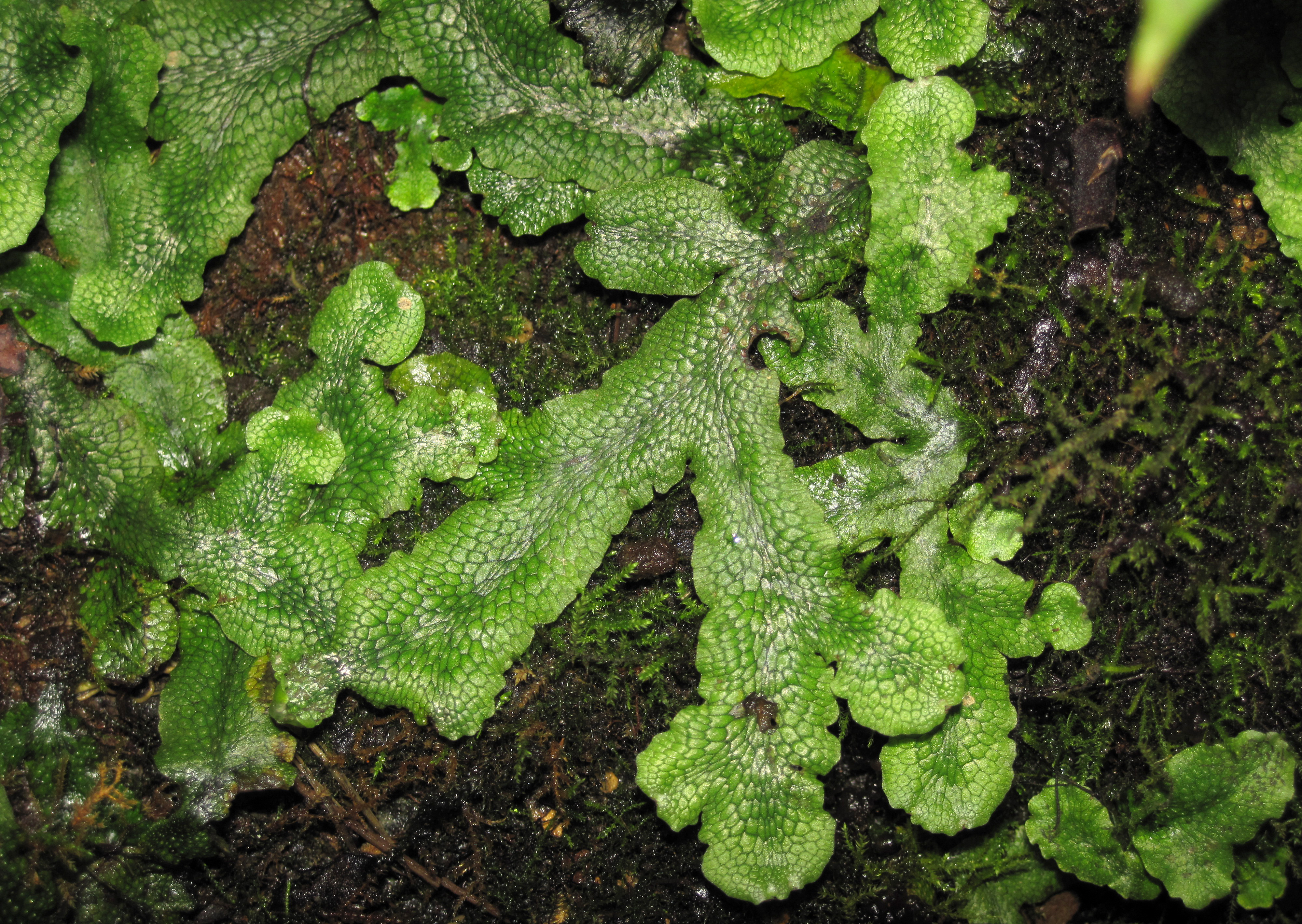
葉状性の苔類ジャゴケ 。

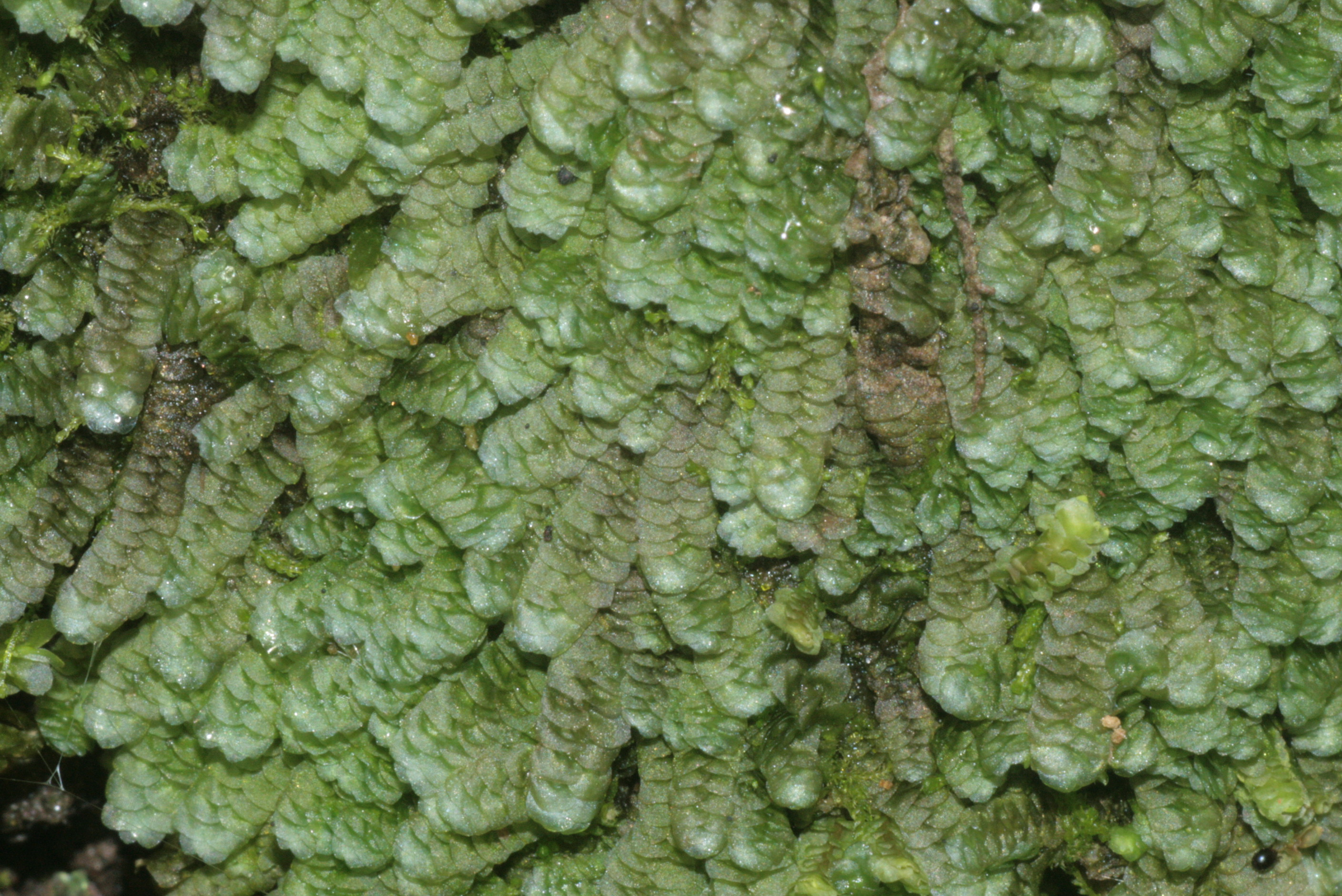
茎葉性の苔類ホラゴケモドキ 。

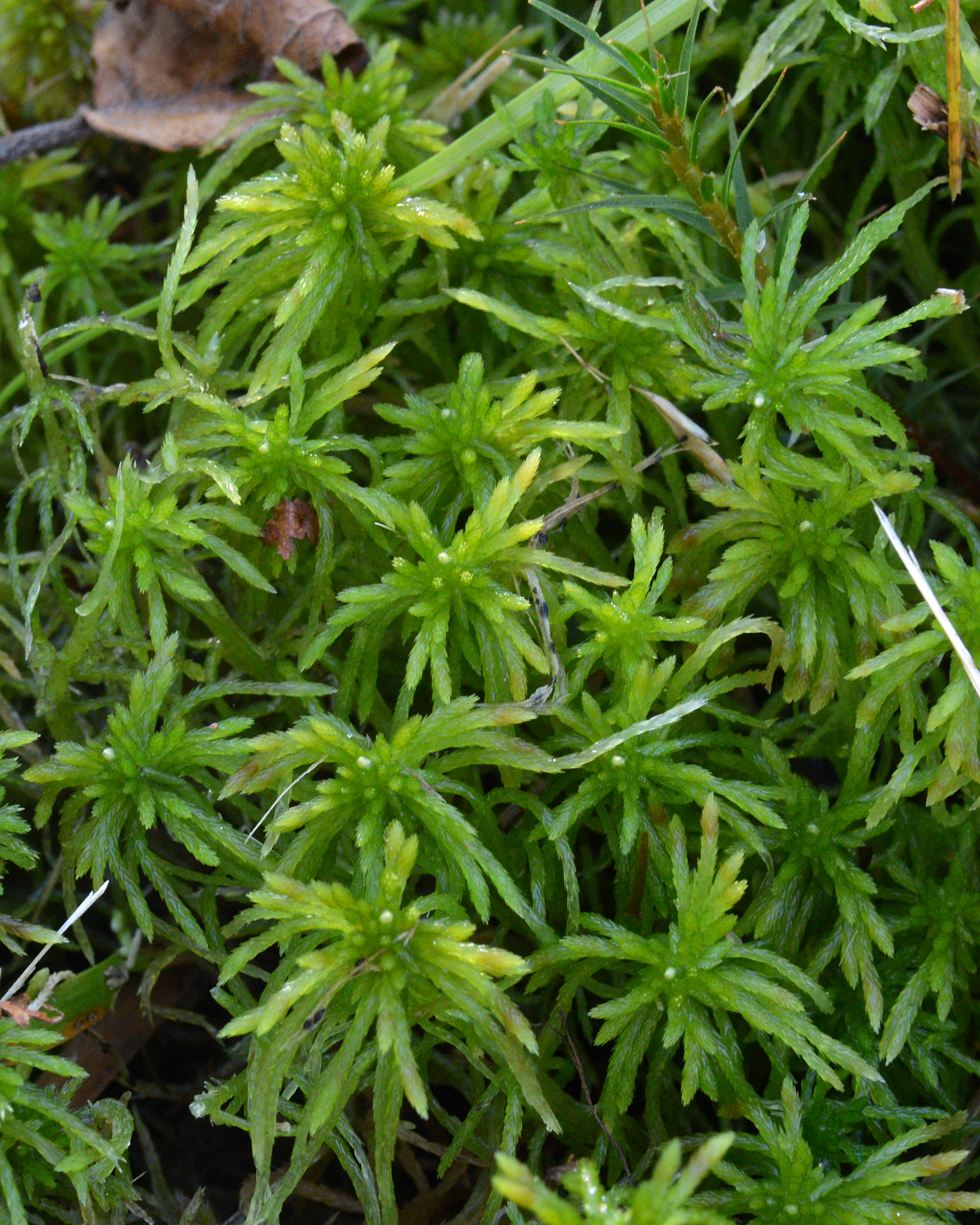
蘚類ヒメミズゴケ 。

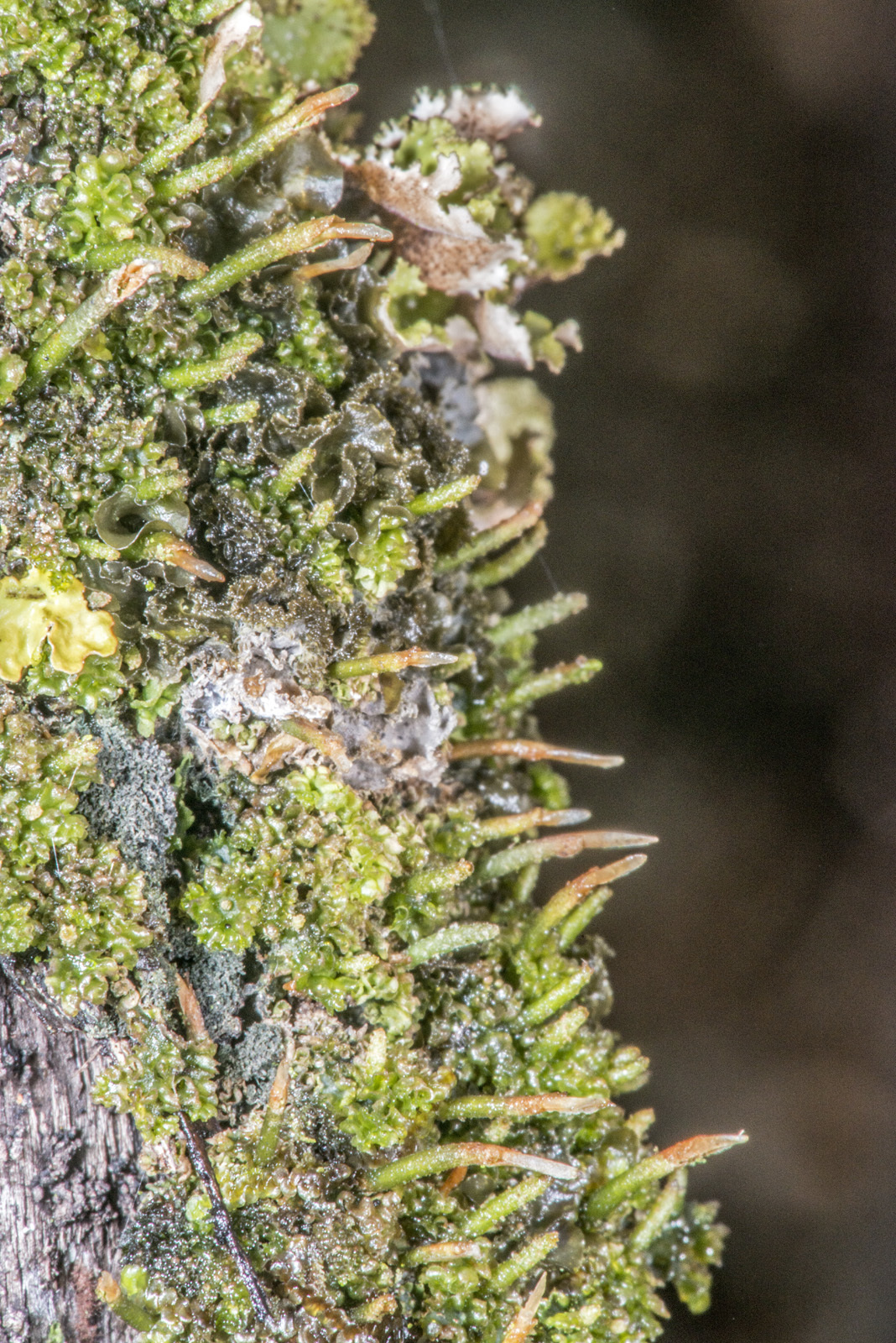
キノボリツノゴケ属の一種 。

以下は Goffinet & Shaw (2008) を基にした樋口 (2012)、かつ Crandall-Stotler et al. (2009)（苔類）、Goffinet et al. (2008)（蘚類）および Renzaglia et al. (2008)（ツノゴケ類）を基にした 海老原, 嶋村 & 田村 (2012) に基づく。3門をまとめたコケ植物に階級を与える場合、亜界に置き Bryobiotina とすることもある。
- タイ植物門（苔類）Marchantiophyta Stotler & Crand.-Stotl.
  - コマチゴケ綱 Haplomitriopsida  Stotler & Crand.-Stotl.
    - コマチゴケ亜綱 Treubiidae  Stotler & Crand.-Stotl.
    - トロイブゴケ亜綱 Haplomitriidae  Stotler & Crand.-Stotl.

  - ゼニゴケ綱 Marchantiopsida Cronquist, Takht. & W.Zimm
    - ウスバゼニゴケ亜綱 Blasiidae He-Nygrén, Juslén, Ahonen, Glenny & Piippo
    - ゼニゴケ亜綱 Marchantiidae Engl.

  - ツボミゴケ綱[49]（ウロコゴケ綱[49]） Jungermanniopsida Stotler & Crand.-Stotl.
    - ミズゼニゴケ亜綱 Pelliidae He-Nygrén, Juslén, Ahonen, Glenny & Piippo
    - フタマタゴケ亜綱 Metzgeriidae Barthol.-Began
    - ツボミゴケ亜綱[49]（ウロコゴケ亜綱[49]）  Jungermannidae Engl.
- セン植物門（蘚類） Bryophyta Schimp.
  - subdivision Takakiophytina Stech & W. Frey (Superclass I sensu Goffinet & Shaw 2008)
    - ナンジャモンジャゴケ綱 Takakiopsida Stech & W.Frey

  - subdivision Sphagnophytina Doweld (Superclass II sensu Goffinet & Shaw 2008)
    - ミズゴケ綱 Sphagnopsida Ochyra

  - subdivision Andreaeophytina Goffinet, Buck & Shaw (Superclass III sensu Goffinet & Shaw 2008)[50]
    - クロゴケ綱 Andreaeopsida J.H.Schaffn.

  - subdivision Andreaeobryophytina Goffinet, Buck & Shaw (Superclass IV sensu Goffinet & Shaw 2008)[50]
    - クロマゴケ綱 Andreaeobryopsida Goffinet & W.R.Buck

  - subdivision Bryophytina Engl. (Superclass V sensu Goffinet & Shaw 2008)[51]
    - イシズチゴケ綱 Oedipodiopsida Goffinet & W.R.Buck
    - スギゴケ綱 Polytrichopsida Doweld
    - ヨツバゴケ綱 Tetraphidopsida Goffinet & W.R.Buck
    - マゴケ綱 Bryopsida Rothm.
      - キセルゴケ亜綱 Buxbaumiidae Doweld
      - イクビゴケ亜綱 Diphysciidae Ochyra
      - クサスギゴケ亜綱 Timmiidae Ochyra
      - ヒョウタンゴケ亜綱 Funariidae Ochyra
      - シッポゴケ亜綱 Dicranida Doweld
      - マゴケ亜綱 Bryidae Engl.
- ツノゴケ植物門（ツノゴケ類） Anthocerotophyta Rothm. ex. Stotler & Crand.-Stotl.
  - スジツノゴケ綱[52]（レイオスポロケロス綱[53]） Leiosporocerotopsida Stotler & Crand.-Stotl.
  - ツノゴケ綱 Anthocerotopsida Jancz. ex. Stotler & Crand.-Stotl.
    - ツノゴケ亜綱 Anthocerotidae Rosenv. corr. Prosk. emend. Duff et al.
    - ツノゴケモドキ亜綱 Notothylatidae Duff, J.C.Villarreal, Cargill & Renzaglia
    - キノボリツノゴケ亜綱 Dndrocerotidae Duff, J.C.Villarreal, Cargill & Renzaglia

## 形態

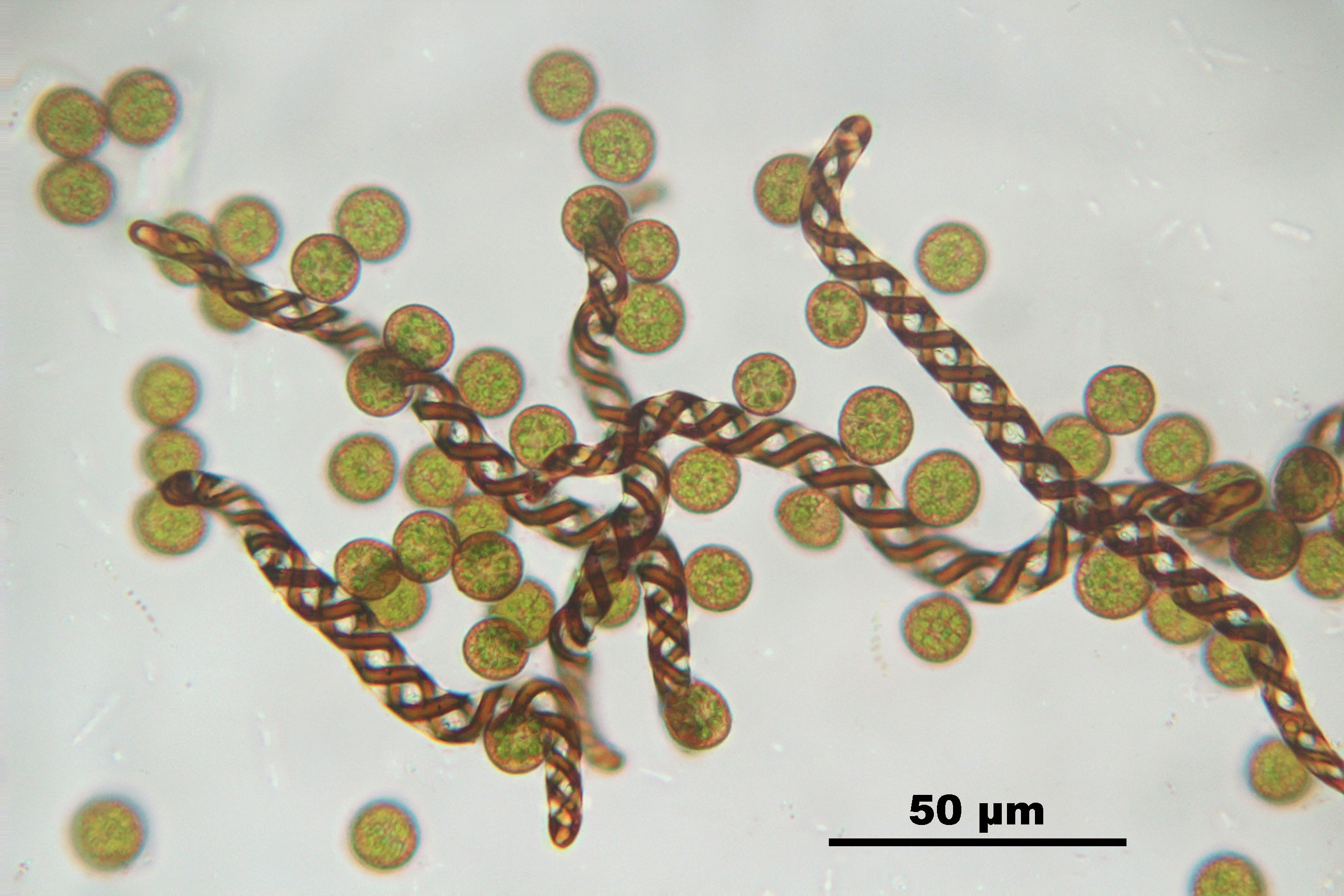
トサカゴケ （苔類）の胞子と螺旋状肥厚がみられる弾糸。

全てのコケ植物が持つ共有派生形質は胞子体が退縮し、配偶体に半寄生することである。
また、全てではないものの、複数の群にわたって共有している形質がある。ツノゴケ類と蘚類では植物体の端部以外にも介在分裂組織と呼ばれる分裂組織ができ、苔類にはないものの、最節約的にはコケ植物の共通祖先で獲得されたと考えられる共有派生形質である。介在分裂組織は胞子嚢とあしとの間の柄に形成され、胞子嚢を造卵器の上方に押し出すように分裂を行っている。コケ植物以外でも、トクサ類の節や裸子植物ウェルウィッチアの葉基部、単子葉植物の茎の節や葉の基部にも介在分裂組織は見られ、陸上植物の共通祖先で獲得したとも考えられる。
苔類とツノゴケ類は弾糸（だんし、elater）を持っており、胞子形成細胞が体細胞分裂することで胞子母細胞とともに弾糸細胞が形成される。ツノゴケ類は基部で分岐し、苔類も持っていることから、コケ植物の共有派生形質だと考えられるが、派生的な群であるキノボリツノゴケ属およびアナナシツノゴケ属といったキノボリツノゴケ科を除くツノゴケ類は螺旋状肥厚を持たない偽弾糸であり、コケ植物の共通祖先は弾糸を持たず、苔類の共通祖先とキノボリツノゴケ属で平行進化したとも推定される。
有柄胞子体植物として姉妹群をなす蘚類と苔類は類似した特有の鞭毛装置を形成する。
他の形質についてはそれぞれの群で同じ形質も異なる形質も持っている。以下、主に嶋村 (2012:3) に基づき、3群の形態を比較する。
| 形質         | 形質                 | 形質                 | 苔類                                                            | 蘚類                                                    | ツノゴケ類                                |
| 配偶体の形態 | 原糸体               | 原糸体               | 葉状・塊状                                                      | 糸状（マゴケ綱） 葉状・リボン状・箆状など（ほか）       | 葉状・塊状                                |
| 配偶体の形態 | 植物体               | 植物体               | 茎葉体・葉状体                                                  | 茎葉体                                                  | 葉状体                                    |
| 配偶体の形態 | 仮根                 | 仮根                 | 単細胞 なし（コマチゴケ綱）                                     | 多細胞で分枝する なし（ナンジャモンジャゴケ綱）         | 単細胞                                    |
| 配偶体の形態 | 茎葉体の葉           | 葉序                 | 左右相称                                                        | 螺旋葉序・対生・1/3葉序                                 | 葉なし                                    |
| 配偶体の形態 | 茎葉体の葉           | 葉原基               | 2細胞起源 1細胞起源（コマチゴケ綱）                             | 1細胞起源                                               | 葉なし                                    |
| 配偶体の形態 | 茎葉体の葉           | 葉の形               | 普通、2裂から多裂                                               | 普通尖り、深裂しない                                    | 葉なし                                    |
| 配偶体の形態 | 茎葉体の葉           | 中肋                 | なし                                                            | 普通あり                                                | 葉なし                                    |
| 配偶体の形態 | 造卵器               | 形態                 | 頸細胞は4–6列                                                   | 頸細胞は6列                                             | 頸細胞は6列                               |
| 配偶体の形態 | 造卵器               | 形成位置             | 頂生/非頂生                                                     | 頂生                                                    | 非頂生（葉状体内に埋没）                  |
| 配偶体の形態 | 共生藻               | 共生藻               | ウスバゼニゴケ科のみ持つ                                        | なし                                                    | 全ての種が持つ                            |
| 胞子体の形態 | 帽                   | 帽                   | なし                                                            | あり                                                    | なし                                      |
| 胞子体の形態 | 蒴歯                 | 蒴歯                 | なし                                                            | あり（スギゴケ綱・ヨツバゴケ綱・マゴケ綱） なし（ほか） | なし                                      |
| 胞子体の形態 | 減数分裂の同調       | 減数分裂の同調       | あり                                                            | あり                                                    | なし                                      |
| 胞子体の形態 | 気孔                 | 気孔                 | なし                                                            | あり                                                    | あり                                      |
| 胞子体の形態 | 軸柱                 | 軸柱                 | なし                                                            | あり                                                    | あり                                      |
| 胞子体の形態 | 弾糸                 | 弾糸                 | 全ての種が持つ                                                  | なし                                                    | 弾糸（キノボリツノゴケ類） 偽弾糸（ほか） |
| 胞子体の形態 | 蒴柄                 | 蒴柄                 | 減数分裂後に伸長                                                | 減数分裂前に伸長 持たない（ミズゴケ綱・クロゴケ綱）     | なし                                      |
| 細胞の形態   | 受精卵の最初の分裂軸 | 受精卵の最初の分裂軸 | 縦方向                                                          | 縦方向                                                  | 横方向                                    |
| 細胞の形態   | 細胞のトリゴン・油体 | 細胞のトリゴン・油体 | あり                                                            | なし                                                    | なし                                      |
| 細胞の形態   | 葉緑体数             | 葉緑体数             | 多数                                                            | 多数                                                    | 1–2個 多数（アナナシツノゴケ属など）      |
| 細胞の形態   | ピレノイド           | ピレノイド           | なし                                                            | なし                                                    | あり                                      |
| 細胞の形態   | 紡錘体の形成開始位置 | 紡錘体の形成開始位置 | 極形成体                                                        | 分散型                                                  | 葉緑体表面                                |
| 細胞の形態   | 精子の鞭毛基部       | 精子の鞭毛基部       | 前後にずれて配置                                                | 前後にずれて配置                                        | 左右対称に配置                            |
| 細胞の形態   | 頂端幹細胞           | 頂端幹細胞           | 3面切出し（コマチゴケ綱・ツボミゴケ綱） 4面切出し（葉状性苔類） | 3面切出し                                               | 4面切出し 3面切出し（キノボリツノゴケ属） |

### ツノゴケ類の形態

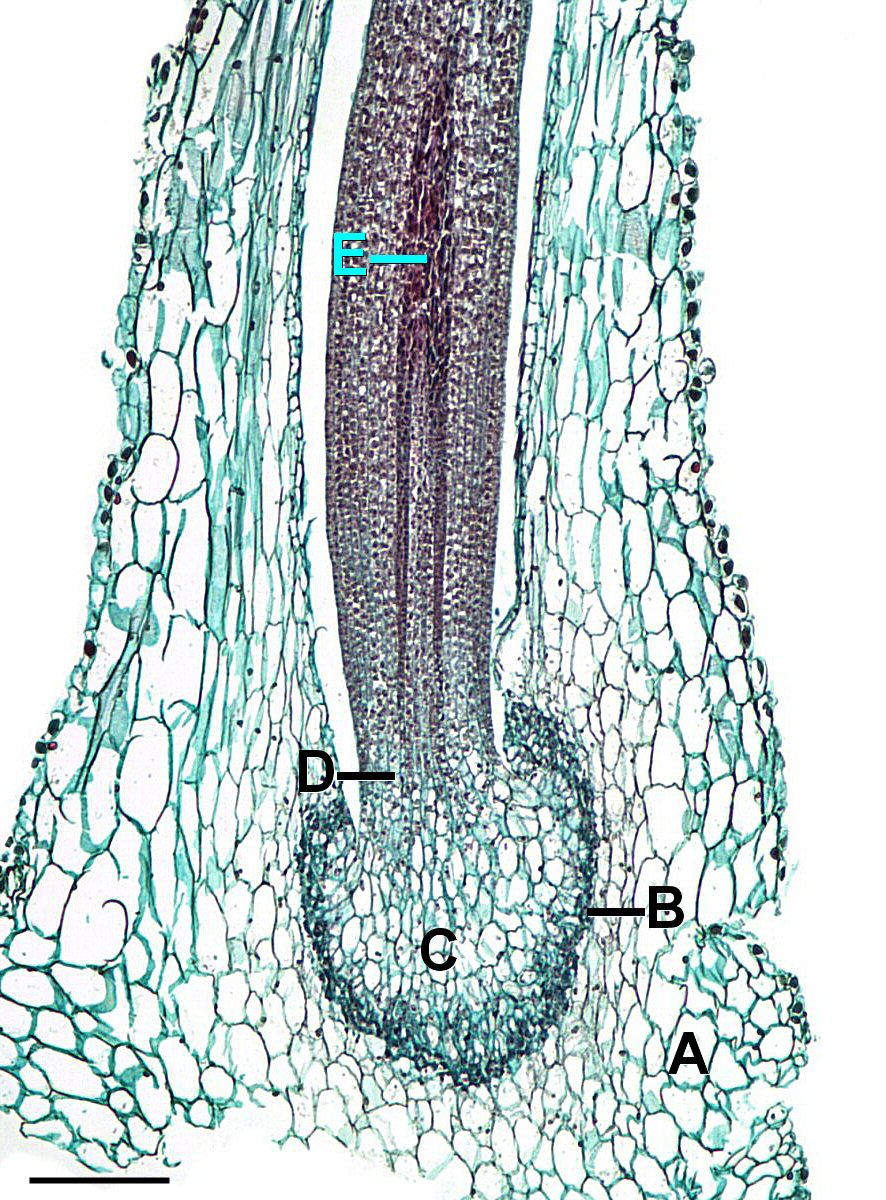
ツノゴケ属 の胞子体。
A: 配偶体, B: placental tissue, C: あし, D: 介在分裂組織, E: 若い胞子体と偽弾糸組織

ツノゴケ類では、葉状体から柄と胞子嚢の境界が外形ではわからないツノ状の胞子体をもつ。これは、介在分裂組織の分裂活性が蘚類よりも長く続き、同じ太さの組織が形成されるためである。また、細胞内に葉緑体を1–2個しか持たない単色素体性で、葉緑体に藻類とツノゴケ類にしか見られないピレノイドを持つことが大きな特徴である。葉状体内にはシアノバクテリアが共生している。
また、陸上植物の中でツノゴケ類の造精器の形態は特異である。ほとんどの現生陸上植物では、造精器嚢の最外層の細胞は外界と接しており、前維管束植物でも造精器は組織の上に突出していたが、ツノゴケ類の造精器は周りの組織中に形成される。造卵器も他の陸上植物とは異なり、頸の最先端の細胞が表皮細胞上に突出しない。

### 苔類の形態

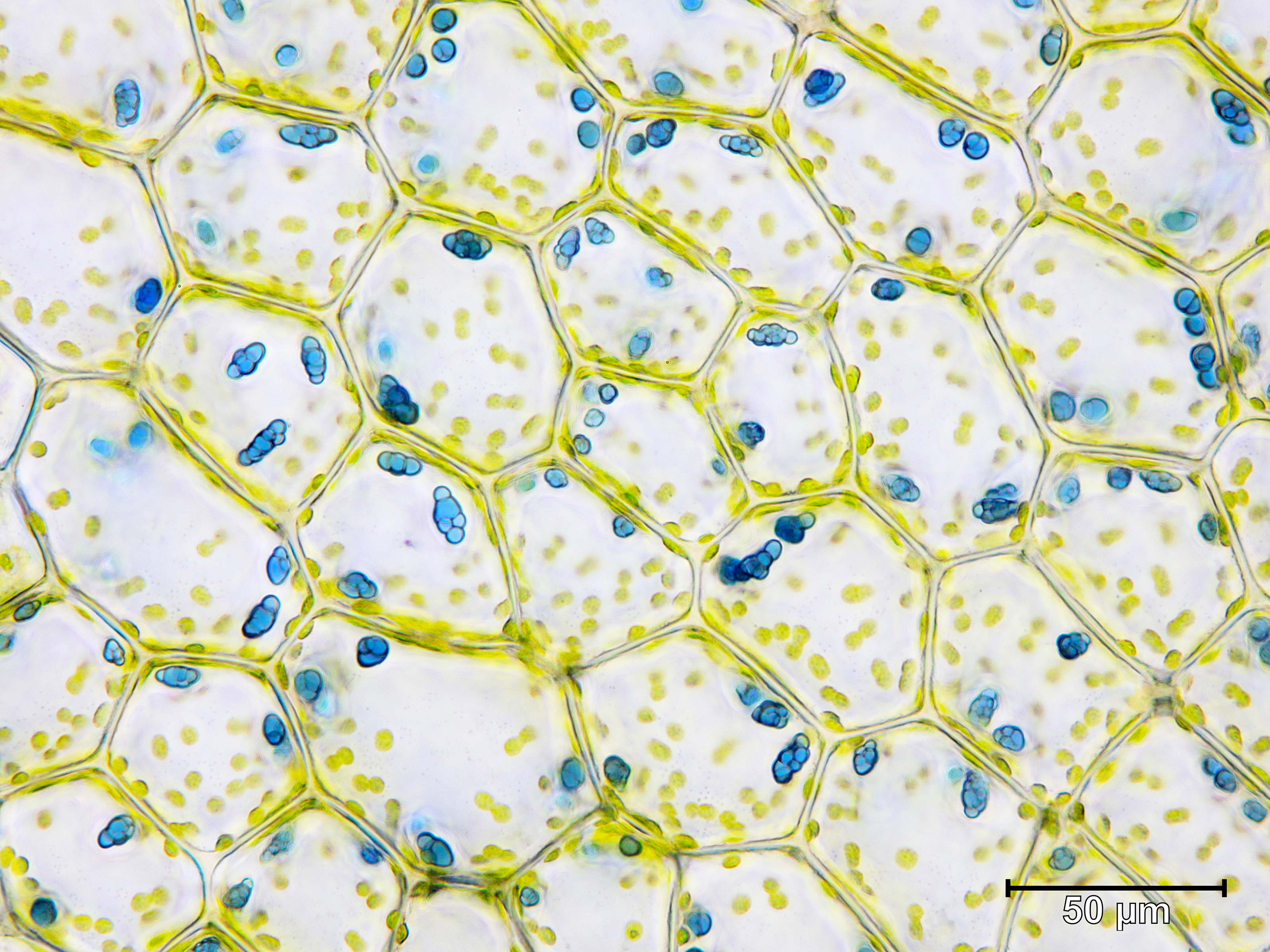
ホラゴケモドキ の青い油体を含む葉の細胞。

苔類の共有派生形質は葉身細胞中に油体（ゆたい、oil body）と呼ばれる、膜で包まれた細胞小器官を持つことであり、他の陸上植物には見られない。
苔類の配偶体は茎葉体であることも葉状体であることもあり、伝統的に、茎葉性苔類と葉状性苔類の2つの群が区別されてきた。また、葉状性の苔類には葉状体内部に気室などの組織分化がみられる複雑葉状性苔類と、組織分化が少ない単純葉状性苔類が細分されてきた。しかし分子系統解析によりこれらの群は系統を反映していないことが明らかになり、現在ではコマチゴケ綱、ゼニゴケ綱、ツボミゴケ綱の3群に再編されている。茎葉性苔類と単純葉状性苔類は1つのクレードにまとまり、茎葉性苔類の中から複数回、単純葉状性への体制の進化が起こったことが分かっている。コマチゴケ綱は茎葉性を持ち、中でもトロイブゴケ亜綱（トロイブゴケ科からなる単型亜綱）は茎葉体と葉状体の中間的な形態を持つ。ゼニゴケ綱は葉状体のみからなる群である。中でも複雑葉状性の体制が典型的であるが、2種からなるウスバゼニゴケ亜綱では例外的に単純葉状性の体制を持つ。苔類の大半を含むツボミゴケ綱は直立する茎葉性や匍匐する茎葉性、単純葉状性など多様な形態を持つ。うちツボミゴケ亜綱は茎葉性の体制がほとんどであるが、ミズゼニゴケ亜綱およびフタマタゴケ亜綱は単純葉状性を持つものが多い。
最基部で分岐したコマチゴケ綱は、造卵器や造精器を保護する葉的器官や、仮根を形成せず、葉を付けない根茎で基物に取り付く。こういった形質は原始的な形態であると考えられている。苔類の共通祖先がコマチゴケ綱のような茎葉性であったとすると、葉状性苔類は茎葉性苔類から進化したことになる。葉状性苔類の腹側にある鱗片は茎葉体の葉と同様の発生過程によって生じるため、葉が縮小したものであると考えられる。

### 蘚類の形態
蘚類は全てが茎葉性の体制を持ち、多くは螺旋状に葉 (phyllid) をつける。また、仮根は多細胞で分枝する。
蘚類のほとんどはマゴケ綱に含まれ、残りの群は蘚類の進化の初期に分岐した遺存的な分類群であると考えられている。多くの群は蒴の頂端に蓋（蒴蓋）が分化しており、蒴から蓋が分離すると蒴の開口部の内側に細長い歯状の構造物である蒴歯（さくし、peristome）が並ぶ。蘚類は胞子体の蒴歯の構造により、無関節蒴歯蘚類と有関節蒴歯蘚類に大別される。有関節蒴歯蘚類は単系統群であるが、無関節蒴歯蘚類は側系統となる。スギゴケ綱は無関節蒴歯（むかんせつさくし、nematodontous peristome）を、マゴケ綱は有関節蒴歯（ゆうかんせつさくし、arthrodontous peristome）を持ち、それらと蒴歯を持たないイシヅチゴケ Oedipodium griffithianum 1種からなるイシヅチゴケ綱が姉妹群となる。
2種からなるナンジャモンジャゴケ綱は葉が棒状で、葉を付けない根茎状シュートを持ち、仮根を形成しない。また造卵器と造精器が裸出し、胞子嚢が斜めに裂開することも他の蘚類と異なる形質であり、かつては苔類とも考えられていた。ミズゴケ綱およびクロゴケ綱は蒴柄がなく、配偶体組織が伸長した偽柄（ぎへい、または偽足、pseudopodium）によって胞子体が持ち上げられる。クロマゴケ綱はクロゴケ綱とよく似るが、蒴柄を持つ。

## 生育環境
コケ植物は海水中および氷雪上以外の、地球上のあらゆる表層に生息している。基本的には陸上生活をするが、少ないながら淡水中に生育するものもいる。生育する基質としては、土や腐植土、岩上、他の植物体（樹皮、葉の表面、樹枝）などが多い。
温帯および熱帯の各地において、様々な環境で種多様性の程度に大きな差異がないことが分かっている。少なくともコケ植物では熱帯に種多様性が偏在しておらず、コケ植物は "Everything is everywhere"「あらゆるものがあらゆるところにいる」 であると評される。また、同じ地域でも高山と低山では種構成が大きく異なる。高山におけるコケ植物の生育限界線をコケ線（moss-line）という。乾燥への適応を持つ種もあり、苛烈な環境を好む種も知られている。
蘚類および苔類は植物群落内の地表面のごく近くに蘚苔層（または コケ層、moss layer）を作る。やや多湿の森林の最下層や水湿地などに発達し、リターが厚く積もらない岩上や倒木上に形成され、樹木の実生が定着する場となる。地表付近を生活の場とする昆虫類など小動物に富む。
森林に生活する種が多いが、岩場や渓流、滝の周辺などにも多くの種が見られる。特に年中空中湿度の高い雲霧林には、林床だけでなく樹幹や枝にまで大量のコケが着生する例があり、蘚苔林（または コケ林、mossy forest, moss forest）とも呼ばれる。畑地にはハタケゴケ Riccia bifruca、水田など淡水中にもそれぞれイチョウウキゴケ Ricciocarpus natans およびウキゴケ（カズノゴケ）Riccia fluitans など独特のものが見られ、市街地でもいくつかの種が生育している。例えば、ヒジキゴケ Hedwigia ciliata は石垣などの岩上に直接生える。
ミズゴケ類などのコケ植物が多く生育する湿性草原はコケ湿原（moss moor）と呼ばれる。特にミズゴケ類が豊富に繁茂する湿原をミズゴケ湿原（Sphagnum bog, Sphagnum moor, sphagniherbosa）といい、その中でも地下水ではなく雨水によるものを Sphagnoplatum という。また、カナダの森林内にあるミズゴケ湿原は muskey と呼ばれる。ミズゴケ類は泥炭地沼、高層湿原に多く生息し、多量の水分を蓄えるため乾燥にも耐え得る。高層湿原の土壌は腐植酸や不飽和コロイドにより酸性化しており、水酸化物イオンを嫌うミズゴケ類が中央部によく生育するため、泥炭化が進んで盛り上がることで高層となる。また、北極圏のツンドラ地帯は広大な地域がコケ植物と地衣類に覆われており、やや湿った場所にコケツンドラ（moss-tundra, moss heath）が発達する。ミズゴケ類はその優占種となる。
非常に特殊な生育環境の種も存在し、被子植物や大葉シダ植物の葉上にはカビゴケ Leptolejeunea elliptica やヨウジョウゴケ Cololejeunea goebelii のような生葉上苔類（せいようじょうたいるい、epiphyllous liverworts）が生育する。マルダイゴケ Tetraplodon mnioides などは動物の糞や死体にのみ生育する糞生種である。ホソモンジゴケ Scopelophila cataractae は高い耐銅性を示す。また、淡水中に生育する種の中には、ナシゴケ属 Leptobryum のように南極の湖底に生息しコケ坊主（コケボウズ、moss pillars）を形成するものもある。

## 進化と化石記録

蘚類の化石

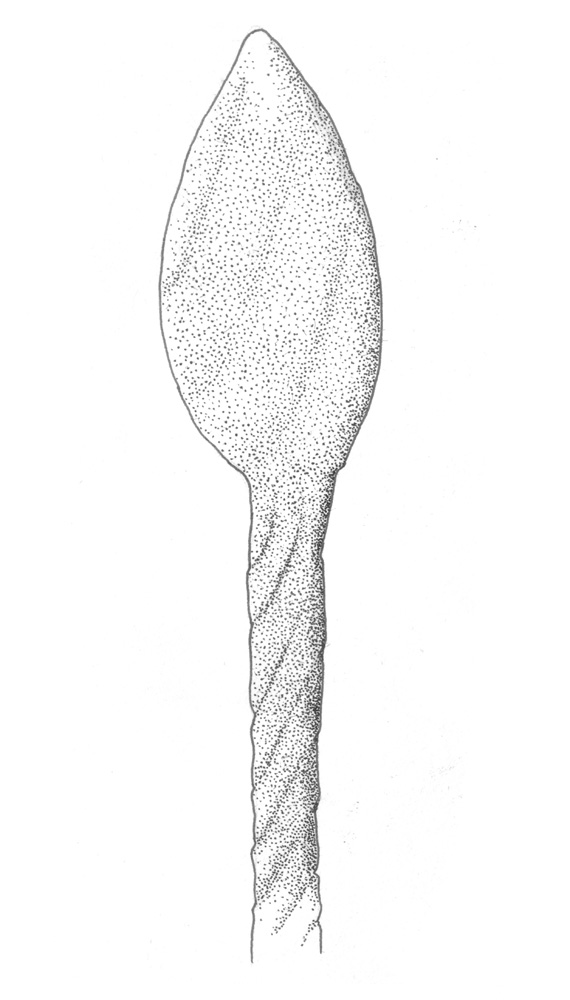
トルチリカウリス の復元図。

コケ植物の化石記録は非常に少なく、限られている。これまで報告されている化石記録の多くは、胞子化石や表皮の断片であり、植物体全体がそのまま保存されていることは少ない。これはコケ植物が当時存在していなかったからではなく、リグニンを持たない軟らかい体で、化石として保存されにくいためであると考えられている。オルドビス紀やシルル紀の地層から見つかる胞子化石は系統が不明な点も多いが、四集粒胞子 permannt tetrad の存在は減数分裂を伴った世代交代を行う陸上植物の存在を示唆している。
従来、苔類が陸上植物の最基部で分岐したのではないかと推定されており、基部系統は共通祖先に似た形質を持っている可能性があるため、陸上植物の共通祖先は苔類様の植物だと考えられてきた。また、陸上植物の進化において細胞壁が二次肥厚する仮道管および道管の獲得や分枝する胞子体の獲得が重要であったと考えられており、コケ植物はそれらを持っていないことからもその仮説の証拠となっていた。しかし、前維管束植物は仮道管ではなくハイドロームを持っているため、これが陸上植物の共通祖先だと考えられることもある。ただし、現生のコケ植物と形態的に類似していない化石は真のコケ植物であってもコケ植物として認識されていない可能性が高い。
コケ植物の化石は小葉植物や大葉シダ植物の祖先群よりも後の時代の地層から見つかっていることもあり、最初の陸上植物は二又分枝する胞子体からなるシダ植物段階のテローム植物で、コケ植物の単純な体制はその退化によって生じたものであるとする退行進化仮説が提唱されている。モデル植物である蘚類のヒメツリガネゴケにおいて、クロマチン修飾を担うポリコーム抑制複合体2の構成蛋白質をコードする pPCLF 遺伝子を欠失させると胞子体幹細胞の寿命が長くなり分枝する胞子体を形成することはこの仮説と調和的である。
コケ植物の可能性がある最古の大型化石は、約4億2000万年前のトルチリカウリス Tortilicaulis transwalliensis D.Edwards (1979) で、胞子嚢が柄についたコケのような植物である。しかし、コケ植物とは異なり胞子体が同等二又分枝を行うため、Kenrick & Crane (1997) の分岐系統解析からは前維管束植物であると考えられている。
確実な大型化石の一つに後期デボン紀の苔類、パラビキニテス Pallaviciniites (syn. Hepaticites) がある。現在では、最古の苔類は中期デボン紀の地層から見つかっているツボミゴケ綱の Metzgeriothallus sharonae Hernick, Landing & Bartowski (2008) であるとされる。はっきりと現在のコケ植物と断定できる化石はシルル紀から見つかっており、現生の葉状性苔類と基本的に類似した構造が備わっている。
前期デボン紀の約4億1000万年前の地層からは、扁平な組織から分枝しない胞子体が多数生えたスポロゴニテス Sporogonites exuberans Halle (1916) が見つかっており、仮道管が見つからず、胞子嚢が胞子体先端に形成され、軸柱の周りに胞子ができる。それらの特徴は蘚類と比較され、蘚類の系統ではないかと考えられている。
琥珀中に見つかる新生代以降の化石はほぼすべてが現生属に分類可能で、現生種そのものに比定できるものすらある。このことは、コケ植物の形態分化の速度が見かけ上非常に遅いことを示唆する。

## 利用

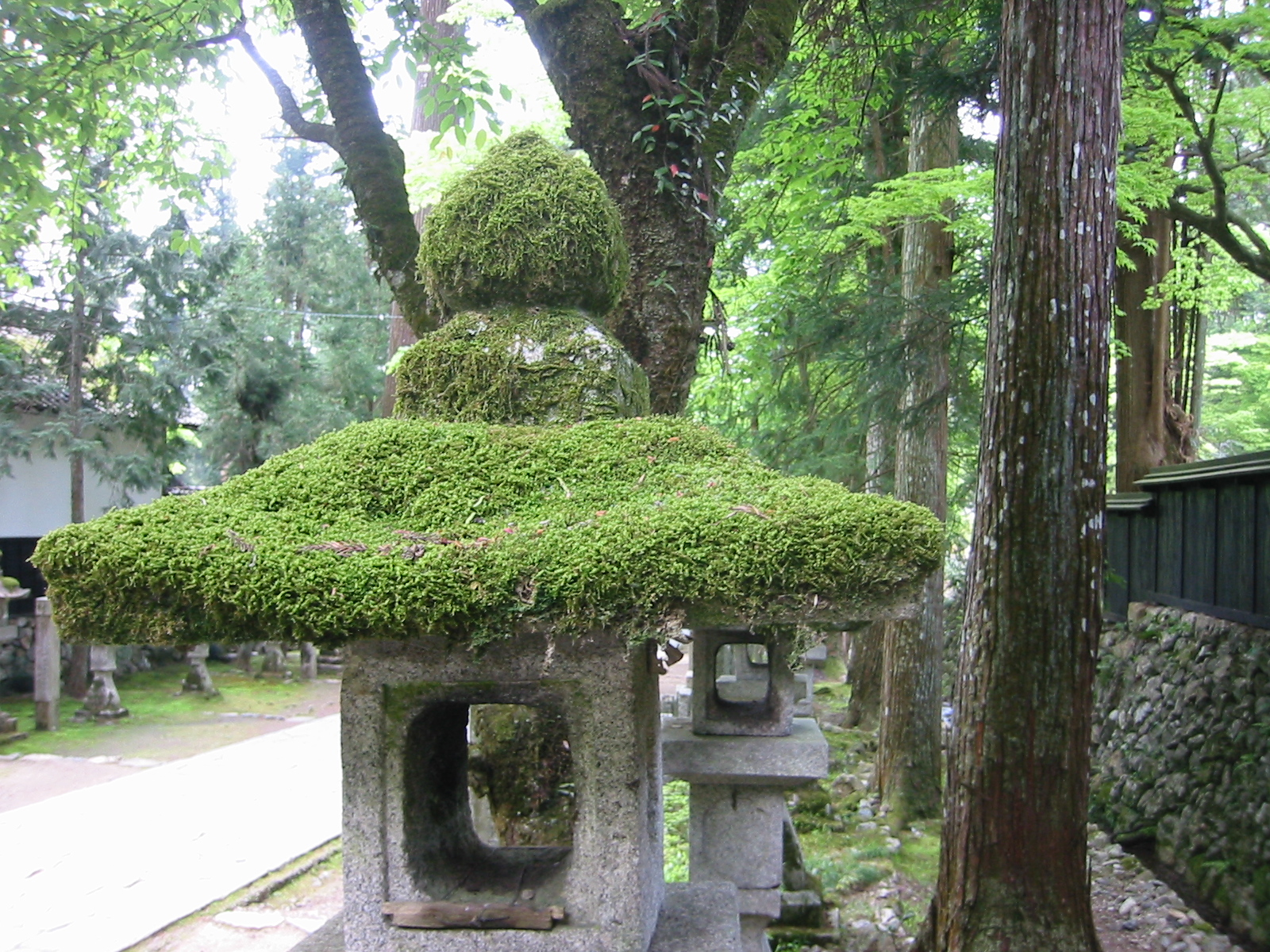
華厳寺石灯籠の蘚苔類

コケ植物が実用的に用いられる例としては、圧倒的にミズゴケ類が重要である。日本ではその分布が多くないが、ヨーロッパではごく普通にあり、生きたものは園芸用の培養土としてほとんど他に換えがない。他に乾燥させて荷作りの詰め物とし、またかつては脱脂綿代わりにも使われた。またそれが枯死して炭化したものは泥炭と呼ばれ、燃料などとしても利用された。

### 日本
日本には1665種程度のコケ植物が分布しており、そのうち200種以上が絶滅の危機に瀕しているといわれている。日本では庭園や鉢植えに利用される。日本では、古くより蘚苔類は身近なものであり、多くの和歌の中で詠われている。現在、ミズゴケ類やシラガゴケ類、スギゴケ類、ツルゴケ、ハイゴケなど多数のコケ植物が園芸用・観賞用として栽培、販売されている。